# Dorothy Weston
Dorothy Weston, née le 21 février 1900 et morte le 17 mars 1998, est une joueuse de tennis australienne de l'entre-deux-guerres. 
Elle a notamment été deux fois finaliste en double dames aux Championnats d'Australie en 1928 et 1932, chaque fois aux côtés de Kathleen Le Messurier.

## Palmarès (partiel)

### Finales en double dames
| No | Date       | Nom et lieu du tournoi            | Catégorie | Surface      | Vainqueures                            | Partenaire            | Score    |          |
| -- | ---------- | --------------------------------- | --------- | ------------ | -------------------------------------- | --------------------- | -------- | -------- |
| 1  | 21/01/1928 | Australian Championships Sydney   | G. Chelem | Gazon (ext.) | Daphne Akhurst Esna Boyd               | Kathleen Le Messurier | 6-3, 6-1 | Parcours |
| 2  | 08/02/1932 | Australian Championships Adélaïde | G. Chelem | Gazon (ext.) | Coral Buttsworth Marjorie Cox Crawford | Kathleen Le Messurier | 6-2, 6-2 | Parcours |

## Parcours en Grand Chelem (partiel)
Si l’expression « Grand Chelem » désigne classiquement les quatre tournois les plus importants de l’histoire du tennis, elle n'est utilisée pour la première fois qu'en 1933, et n'acquiert la plénitude de son sens que peu à peu à partir des années 1950.

### En simple dames
| Année | Championnat d'Australasie Championnat d'Australie | Championnat d'Australasie Championnat d'Australie | Internationaux de France | Internationaux de France | Wimbledon | Wimbledon | US National | US National |
| 1925  | 2e tour (1/8)                                     | Esna Boyd                                         | -                        | -                        | -         | -         | -           | -           |
| 1926  | 2e tour (1/8)                                     | Daphne Akhurst                                    | -                        | -                        | -         | -         | -           | -           |
| 1927  | 1/4 de finale                                     | Beryl H. Turner                                   | -                        | -                        | -         | -         | -           | -           |
| 1928  | 1/4 de finale                                     | Daphne Akhurst                                    | -                        | -                        | -         | -         | -           | -           |
| 1929  | 1er tour (1/8)                                    | Marjorie Cox                                      | -                        | -                        | -         | -         | -           | -           |
| 1930  | 2e tour (1/8)                                     | Sylvia Lance                                      | -                        | -                        | -         | -         | -           | -           |
| 1931  | 2e tour (1/8)                                     | Joan Hartigan                                     | -                        | -                        | -         | -         | -           | -           |
| 1932  | 1/2 finale                                        | Coral Buttsworth                                  | -                        | -                        | -         | -         | -           | -           |
| 1933  | 1er tour (1/16)                                   | Mary Derham                                       | -                        | -                        | -         | -         | -           | -           |
| 1935  | 2e tour (1/8)                                     | Nell Hall Hopman                                  | -                        | -                        | -         | -         | -           | -           |
| 1936  | 2e tour (1/8)                                     | Nancye Wynne                                      | -                        | -                        | -         | -         | -           | -           |
| 1938  | 1er tour (1/16)                                   | Nancye Wynne                                      | -                        | -                        | -         | -         | -           | -           |

À droite du résultat, l’ultime adversaire.

### En double dames
| Année | Championnat d'Australasie Championnat d'Australie | Championnat d'Australasie Championnat d'Australie | Internationaux de France | Internationaux de France | Wimbledon | Wimbledon | US National | US National |
| 1925  | 1/4 de finale E. Butcherine                       | D. Akhurst Sylvia Lance                           | -                        | -                        | -         | -         | -           | -           |
| 1926  | 1/2 finale K. Le Mesurier                         | D. Akhurst Marjorie Cox                           | -                        | -                        | -         | -         | -           | -           |
| 1927  | 1/2 finale K. Le Mesurier                         | Esna Boyd Sylvia Lance                            | -                        | -                        | -         | -         | -           | -           |
| 1928  | Finale K. Le Mesurier                             | D. Akhurst Esna Boyd                              | -                        | -                        | -         | -         | -           | -           |
| 1929  | 1/2 finale K. Le Mesurier                         | Sylvia Lance Meryl O'Hara                         | -                        | -                        | -         | -         | -           | -           |
| 1930  | 1/2 finale K. Le Mesurier                         | Marjorie Cox Sylvia Lance                         | -                        | -                        | -         | -         | -           | -           |
| 1931  | 1/4 de finale K. Le Mesurier                      | Marjorie Cox Sylvia Lance                         | -                        | -                        | -         | -         | -           | -           |
| 1932  | Finale K. Le Mesurier                             | C. Buttsworth Marjorie Cox                        | -                        | -                        | -         | -         | -           | -           |
| 1933  | 2e tour (1/8) G. Griffiths                        | C. Buttsworth Marjorie Cox                        | -                        | -                        | -         | -         | -           | -           |
| 1935  | 1er tour (1/8) K. Le Mesurier                     | D. Stevenson G. Stevenson                         | -                        | -                        | -         | -         | -           | -           |
| 1936  | 1/4 de finale Joan Walters                        | G. Stevenson D. Stevenson                         | -                        | -                        | -         | -         | -           | -           |
| 1938  | 1er tour (1/8) Joan Walters                       | Nell Hall D. Stevenson                            | -                        | -                        | -         | -         | -           | -           |

Sous le résultat, la partenaire ; à droite, l’ultime équipe adverse.

### En double mixte
| Année | Championnat d'Australasie Championnat d'Australie | Championnat d'Australasie Championnat d'Australie | Internationaux de France | Internationaux de France | Wimbledon | Wimbledon | US National | US National |
| 1925  | 1er tour (1/8) R. Smith                           | F. Cameron G. Crouch                              | -                        | -                        | -         | -         | -           | -           |
| 1926  | 1er tour (1/16) Ernest Rowe                       | M. Officer Rhys Gemmell                           | -                        | -                        | -         | -         | -           | -           |
| 1927  | 1/4 de finale Ray Hone                            | Marjorie Cox Jack Crawford                        | -                        | -                        | -         | -         | -           | -           |
| 1928  | 1/4 de finale W. Metcalfe                         | D. Akhurst Jean Borotra                           | -                        | -                        | -         | -         | -           | -           |
| 1929  | 1er tour (1/8) Ray Hone                           | D. Akhurst Edgar Moon                             | -                        | -                        | -         | -         | -           | -           |
| 1930  | 2e tour (1/8) Ernest Rowe                         | D. Akhurst Edgar Moon                             | -                        | -                        | -         | -         | -           | -           |
| 1931  | 2e tour (1/8) Shepherd                            | Sylvia Lance Edgar Moon                           | -                        | -                        | -         | -         | -           | -           |
| 1932  | 2e tour (1/8) Ernest Rowe                         | Meryl O'Hara Jirō Sato                            | -                        | -                        | -         | -         | -           | -           |
| 1933  | 1/4 de finale D. Turnbull                         | Nell Hall Harry Hopman                            | -                        | -                        | -         | -         | -           | -           |
| 1935  | 1er tour (1/16) A. Knight                         | E. Dearman Enrique Maier                          | -                        | -                        | -         | -         | -           | -           |
| 1936  | 1er tour (1/8) SH Gifford                         | T. Wynne Les Hancock                              | -                        | -                        | -         | -         | -           | -           |
| 1938  | 1er tour (1/16) Frank Bennett                     | D. Stevenson D. Turnbull                          | -                        | -                        | -         | -         | -           | -           |

Sous le résultat, le partenaire ; à droite, l’ultime équipe adverse.